# Yūichirō Tamaki

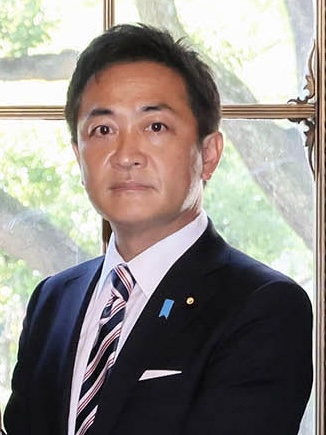
Yūichirō Tamaki (2022)

Yūichirō Tamaki (jap. 玉木 雄一郎 Tamaki Yūichirō; * 1. Mai 1969 in Ōkawa (heute: Sanuki), Präfektur Kagawa) ist ein japanischer Politiker und Vorsitzender der Demokratischen Volkspartei. Seit 2009 ist er Abgeordneter im Shūgiin, dem Unterhaus des nationalen Parlaments, für den Wahlkreis 2 der Präfektur Kagawa, den er bis einschließlich 2021 durchgehend mit absoluten Mehrheiten gewann. Von November 2017 bis Mai 2018 war er Vorsitzender der Partei der Hoffnung.

## Leben

### Werdegang
Tamaki wurde am 1. Mai 1969 als erster von drei Söhnen eines Veterinärs geboren und schloss sein Jurastudium 1992 an der juristischen Graduiertenschule der Universität Tokio (東京大学法学部 Tōkyōdaigaku Hōgakubu) ab. Daraufhin trat er 1993 dem Finanzministerium (damals 大蔵省 Ōkura-shō) bei. 1997 fing er ein Auslandsstudium an der Harvard Kennedy School der Harvard University an und wurde im selben Jahr in die Nahost-Abteilung des Außenministeriums versetzt. 2001 wurde er zum „Abteilungsleiter für allgemeine Angelegenheiten“ (総務課長 Sōmu-kachō) des „Steueramts Osaka“ (大阪国税局 Ōsaka Kokuzeikyoku) ernannt und kam 2002 ins Kabinettsbüro. Dort wurde er für mehrere Ministerposten „spezieller Sekretär“ (秘書専門官 Hisho Senmon-kan), z. B. hatte er die Funktion des „speziellen Sekretärs für Staatsminister“ (内閣府特命担当大臣秘書専門官 Naikaku-fu Tokumei Tantō Daijin Hisho Senmon-kan) inne, u. a. für den Staatsminister für Deregulierung im ersten Kabinett Koizumi, Nobuteru Ishihara. 2005 verließ Tamaki das Finanzministerium als „Hauptberater der Haushaltsabteilung“ (主計局主査 Shukei-kyoku Shusa) und wechselte in die aktive Politik.
Bei der Unterhauswahl 2005 trat Tamaki als Kandidat der Demokratischen Partei (kurz DPJ) für den 2. Wahlkreis Kagawa an und verlor gegen den Liberaldemokraten Yoshio Kimura (Kimura 55,9 %; Tamaki 38,9 %). Erst bei der folgenden Unterhauswahl 2009, die für die DPJ national mit einem erdrutschartigen Sieg endete, gelang es ihm, den Wahlkreis zu gewinnen (Tamaki 57,2 %; Kimura 41,3 %). Unter dem damaligen PARC-Vorsitzenden der DPJ, Seiji Maehara, wurde Tamaki zu dessen Assistenten (補佐 Hosa) ernannt. Bei der für die DPJ verheerenden Unterhauswahl 2012 konnte er als einer von wenigen DPJ-Abgeordneten seinen Wahlkreis verteidigen und gewann gegen seinen neuen LDP-Herausforderer Takakazu Seto (Tamaki 50,0 %; Seto 45,5 %), wobei Seto trotzdem über die Parteiliste ins Parlament einzog. Nach der Wahl stieg Tamaki zum stellvertretenden Generalsekretär (副幹事長 Fuku-kanjichō) und stellvertretenden PARC-Vorsitzenden (政策調査会副会長 Seisakuchōsa-kai Fuku Kaichō) seiner Partei auf. 2014 behielt er seinen Wahlkreissitz erneut (Tamaki 55,8 %; Seto 40,4 %) und trat im März der Demokratischen Fortschrittspartei (Minshintō) bei, die aus der Fusion von DPJ und Ishin no Tō hervorgegangen war. Nachdem im selben Jahr der Minshintō-Vorsitzende Katsuya Okada zurückgetreten war, kandidierte Tamaki für den Posten des Parteivorsitzenden. Er musste sich dabei jedoch der Oberhausabgeordneten Renhō Murata geschlagen geben (Renhō 503 Punkte, Maehara 230 Punkte, Tamaki 116 Punkte) und wurde daraufhin von ihr zum stellvertretenden Generalsekretär (幹事長代理 Kanjichō-dairi) ernannt.

### Parteivorsitzender
Am 28. September 2017 gab der Parteivorsitzende Maehara (Nachfolger Renhōs) nach Absprache mit der Tokioter Gouverneurin und Parteivorsitzenden der konservativen Partei der Hoffnung (kurz Kibō), Yuriko Koike, bekannt, dass die Minshintō keine eigenen Kandidaten für die Unterhauswahl 2017 aufstellen werde und versicherte den Minshintō-Mitgliedern, sie im Falle einer Kandidatur für die Kibō zu unterstützen. Kurz darauf spaltete sich ein eher linksliberaler Teil der Minshintō ab und gründete unter der Führung Yukio Edanos die Konstitutionell-Demokratische Partei (KDP). Tamaki entschied sich für die Kibō und gewann seinen Wahlkreis zum insgesamt vierten Mal (Tamaki 55,5 %; Seto 40,4 %), diesmal zog Seto auch nicht über die Parteiliste ins Parlament ein und schied aus. Für die Partei der Hoffnung endete die Wahl jedoch in einer Niederlage und schwächte die Vorsitzende Koike. Am 10. November 2017 wurde Tamaki bei einer Versammlung aller Abgeordneten mit 39 von 53 Stimmen zum Ko-Vorsitzenden (Kyōdō-daihyō) der Partei gewählt. Bei der Wahl traten er und Hiroshi Ōgushi an, wobei Tamaki zunächst als Befürworter einer von Premierminister Shinzō Abe gewollten Änderung des Artikels 9 der japanischen Verfassung galt und damit zum Koike-Lager (小池派 Koike-ha) gehörte, während Ōgushi diese ablehnt und dem Anti-Koike-Lager (反小池派 Han-Koike-ha) zugerechnet wurde. Da Koike selbst keinen Sitz im Kokkai hatte, sollte Tamaki nun in seiner Position die parlamentarischen Aktivitäten der Partei leiten. Am 14. November 2017 trat Koike jedoch von ihrem Posten als Vorsitzende zurück und begründete diesen Schritt mit der „Übergabe der Parteiführung an den (neu eingerichteten) Vorstand“. Tamaki wurde folglich zum Vorsitzenden ernannt und damit das Amt des Ko-Vorsitzenden nach nur 4 Tagen abgeschafft. Im Januar und Februar 2018 wich Tamaki von seinem Standpunkt bezüglich der Verfassungsänderung ab und stellte sich ausdrücklich gegen die Pläne von Premierminister Abe.
Der Minshintō-Vorsitzende Kōhei Ōtsuka hatte seit seiner Ernennung im Oktober 2017 den Wunsch zur Bildung einer neuen Partei geäußert, um die zersplitterte Opposition zu vereinigen. Im April 2018 wurden diese Pläne konkretisiert und Ōtsuka konnte Tamaki von einer Vereinigung ihrer Parteien überzeugen, wobei andere Oppositionsparteien sowie mehrere Kibō- und Minshintō-Mitglieder eine Teilnahme an diesem Vorhaben ablehnten, weshalb sich letztendlich nur 62 Abgeordnete der im Mai 2018 gegründeten „Demokratischen Volkspartei“ (国民民主党 Kokumin Minshutō; kurz DVP) anschlossen. Tamaki fungierte zusammen mit Ōtsuka bis zur Wahl eines Parteivorsitzenden im September 2018 als Ko-Vorsitzender. Er trat bei der Wahl gegen den Unterhausabgeordneten Keisuke Tsumura an und wurde mit deutlichem Vorsprung zum Vorsitzenden gewählt (Tamaki 204 Punkte, Tsumura 74 Punkte).
Vor dem Zusammenschluss der DVP mit Edanos KDP im September 2020, dem monatelange Verhandlungen vorausgegangen waren, gab Tamaki bekannt, sich aufgrund inhaltlicher Differenzen nicht an der neuen Partei zu beteiligen und mit 14 weiteren DVP-Abgeordneten die DVP weiterzuführen (wobei die Partei rechtlich neu gegründet wurde). Dabei wurde er beim Gründungsparteitag am 15. September 2020 erneut zum Vorsitzenden ernannt.
Nachdem die LDP-Kōmeitō-Regierungskoalition unter Shigeru Ishiba bei der Shūgiin-Wahl 2024 ihre Mehrheit verloren hatte, führte Tamaki die Partei ohne feste Duldungsvereinbarung in eine sachbezogene Zusammenarbeit mit der Regierung, unter anderem für eine Erhöhung des Grundfreibetrags. Die Partei stimmte bei der anschließenden Premierministerwahl weder für Ishiba, noch für Oppositionsführer Yoshihiko Noda (KDP), sondern auch in der Stichwahl, in der Stimmen für Dritte ungültig werden, für ihn. Die DVP hatte bei der Wahl ihre Sitzzahl vervierfacht und so gut abgeschnitten, dass sie drei Verhältniswahlsitze an andere Parteien verschenkte, weil sie zu wenig Kandidaten nominiert hatte.
Kurz nach der Wahl wurden im Boulevard Fotos veröffentlicht, die einen Ehebruch Tamakis belegen. Für seine persönliche Verfehlung, die das Ansehen der Partei beschädigt habe, verhängte die Generalversammlung der Abgeordneten beider Kammern der Partei auf Empfehlung des Ethikausschusses eine dreimonatige Suspendierung seiner Parteiämter. Motohisa Furukawa, Chef des Komitees für Parlamentsgeschäfte, soll in dieser Zeit Tamakis Funktionen als Vorsitzender übernehmen.